# Fernando Festas
Fernando Festas, de son nom complet Fernando António de Carvalho Festas est un footballeur portugais né le 12 juin 1956 à Vila do Conde. Il évoluait au poste de défenseur central.

## Biographie

### En club
Il joue au Portugal durant toute sa carrière dans de clubs comme le Varzim SC, le Vitória Guimarães, le Sporting Portugal, le Sporting Braga et le SC Salgueiros,,.
Il dispute 192 matchs pour 5 buts marqués en première division portugaise durant 11 saisons,.

### En équipe nationale
International portugais, il reçoit quatre sélections en équipe du Portugal en 1983, pour aucun but marqué.
Son premier match est disputé en amical le 23 février contre l'Allemagne de l'Ouest (victoire 1-0 à Lisbonne).
Toujours en amical, il joue une rencontre le 13 avril contre l'Hongrie (match nul 0-0 à Coimbra).
Il joue son troisième match le 27 avril contre la Union soviétique (défaite 0-5 à Moscou) dans le cadre des qualifications pour l'Euro 1984.
Il dispute son dernier match en amical le 8 juin contre le Brésil (défaite 0-4 à Coimbra).

### Entraîneur
Après sa carrière de joueur, il entraîne de nombreux clubs au Portugal.